# Parti uni de l'indépendance nationale
Pour les articles homonymes, voir UNIP.
Le Parti uni de l'indépendance nationale (United National Independence Party, UNIP) est un parti politique zambien, au pouvoir de 1964 à 1991 sous la présidence de Kenneth Kaunda.
Ce parti comprenait une Ligue des Femmes, longtemps présidée par Chibesa Kankasa.

## Résultats

### Élections présidentielles
| Année     | Candidat                             | Voix      | %       | Résultat |
| --------- | ------------------------------------ | --------- | ------- | -------- |
| 1968 (en) | Kenneth Kaunda                       | 1 079 970 | 81,82 % | Élu      |
| 1973 (en) | Kenneth Kaunda                       | 581 245   | 88,83 % | Élu      |
| 1978 (en) | Kenneth Kaunda                       | 1 026 127 | 80,74 % | Élu      |
| 1983 (en) | Kenneth Kaunda                       | 1 453 029 | 95,38 % | Élu      |
| 1988 (en) | Kenneth Kaunda                       | 1 414 000 | 95,48 % | Élu      |
| 1991 (en) | Kenneth Kaunda                       | 311 022   | 24,23 % | Battu    |
| 1996 (en) | Aucun                                |           |         |          |
| 2001 (en) | Tilyenji Kaunda (en)                 | 175 898   | 10,12 % | Battu    |
| 2006      | Aucun (soutien à Hakainde Hichilema) |           |         |          |
| 2011      | Tilyenji Kaunda (en)                 | 9 950     | 0,36 %  | Battu    |
| 2015      | Tilyenji Kaunda (en)                 | 9 737     | 0,58 %  | Battu    |
| 2016      | Tilyenji Kaunda (en)                 | 8 928     | 0,24 %  | Battu    |
| 2021      | Trevor Mwamba (en)                   | 3 036     | 0,06 %  | Battu    |